# Arih
Arih je priimek v Sloveniji, ki ga je po podatkih Statističnega urada Republike Slovenije na dan 1. januarja 2010 uporabljalo 133 oseb in je med vsemi priimki po pogostosti uporabe uvrščen na 3.361. mesto.

## Znani nosilci priimka
- Aleš Arih (*1942), zgodovinar, predsednik Domovinskega društva generala Rudolfa Maistra v Mariboru, muzealec
- Andrej Arih, biolog, naravovarstvenik (TNP)
- Igor Arih (*1964), grafični oblikovalec
- Marija Arih (r. Štumberger) (1915—2023), stoletnica
- Miha Arih (1918—1944), alpinist
- Lilijana Arih (*1942), matematičarka, prof. VEKŠ
- Rok Arih (1920—2009), s pravim imenom Drago Druškovič, slavist in pisatelj